# 국도 제102호선 (일본)
국도 제102호선(일본어: 国道102号)은 아오모리현에서 히로사키시와 도와다시를 잇는 일본의 일반 국도이다.